# جيمي ويلسون (مدرب كرة قدم)
جيمي ويلسون (بالإنجليزية: Jimmy Wilson)‏ (و. 1942  م) هو مدرب كرة قدم، ولاعب كرة قدم بريطاني، مركز لعبه هو جناح ‏.